# Fort portugais de Ouidah
Le Fort portugais de Ouidah, ou Fort Saint-Jean-Baptiste-d'Ajuda, est un ancien fort défensif  situé dans la commune de Ouidah, dans le département de l'Atlantique, au Bénin.

## Historique
Bâti en 1721 par un capitaine de vaisseau, José de Torres, originaire de Bahia, le Fort portugais de Ouidah portait le nom de São-João-Baptista-de-Ajudá.
Sous contrôle portugais, le fort permettait à ces derniers de maintenir les relations diplomatiques et commerciales avec le pouvoir local en place. La fonction du fort évolua au gré des changements sur les plans social, religieux et commercial. L'enceinte perdit peu à peu son caractère militaire et devint plus propice à un séjour confortable et à la réception des visiteurs.
En 1861, le fort devint pendant quelques années une base de la Mission Catholique, qui mit en place une première école au Dahomey et commença peu après à administrer les baptêmes. Le Portugal devait toutefois rapidement y rétablir sa souveraineté et les missionnaires durent l'évacuer. Lorsque la France s'installa dans le Dahomey dans les années 1890, le fort était toujours sous souveraineté portugaise.

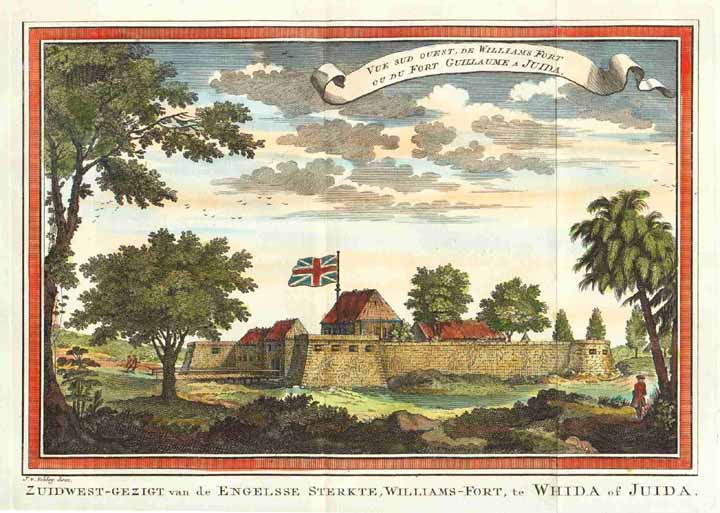
Le Fort William des Anglais.

Il avait existé trois forts à Ouidah : les forts portugais, anglais et français. Ils furent plus ou moins laissés à l'abandon après l'abolition de la traite des esclaves au début du XIXe siècle. Il ne restait plus que quelques vestiges du fort anglais dans la seconde moitié du XIXe siècle. Quant au fort français, il fut rasé en 1911 par le gouverneur français du Dahomey. Seul le fort portugais subsista, dans un état délabré toutefois, et le Portugal continuait à y exercer sa souveraineté avec l'accord tacite des autorités coloniales françaises. Le fort demeura sous souveraineté portugaise jusqu'en 1961, date à laquelle il fut occupé sans opposition par les forces de la République du Dahomey et annexé à ce pays.
En 1967, la transformation du fort en musée fut opérée par les Portugais eux-mêmes, qui y rapportent ainsi quelques objets et documents d'époque. 
Notamment, la recherche sur l’Afro-Brésil par Pierre Verger était la base pour la muséalisation du fort.

## Architecture
Aujourd’hui, le fort couvre la surface d’un hectare environ et entre ses murs se trouvent une résidence des représentants officiels du Portugal, une chapelle, une garnison et des casernes.

## Galerie

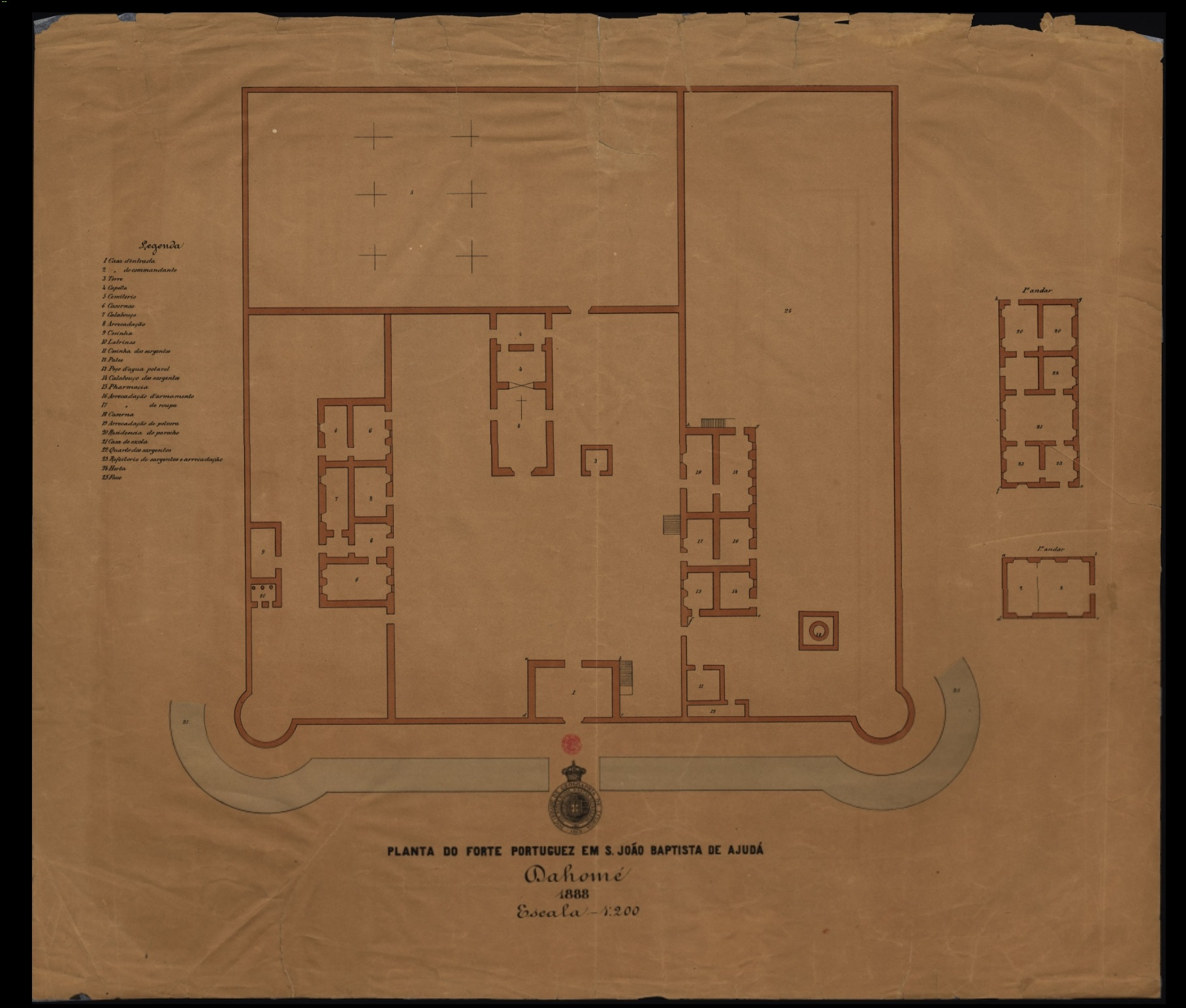
Plan portugais du fort en 1888.
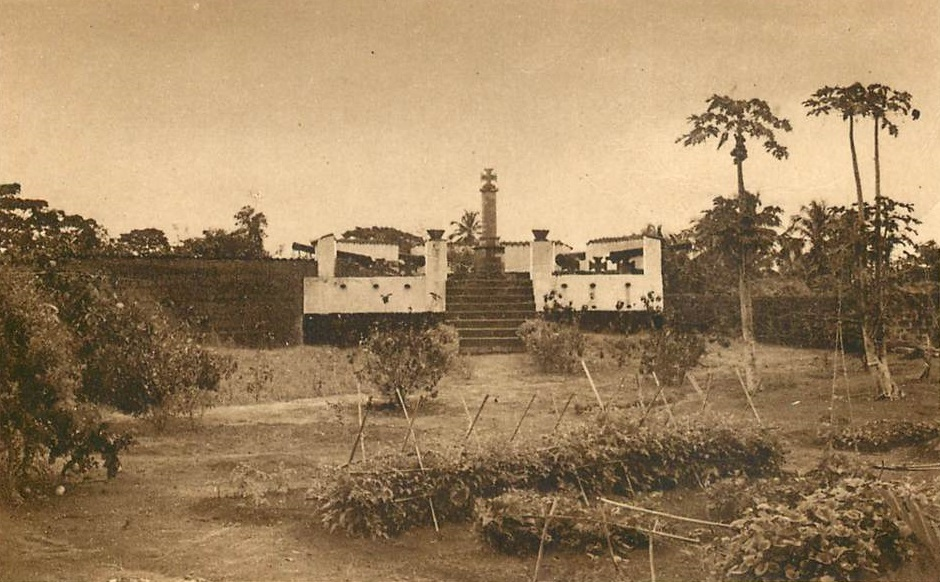
Un des bastions vu de l'intérieur du fort dans les années 1920.
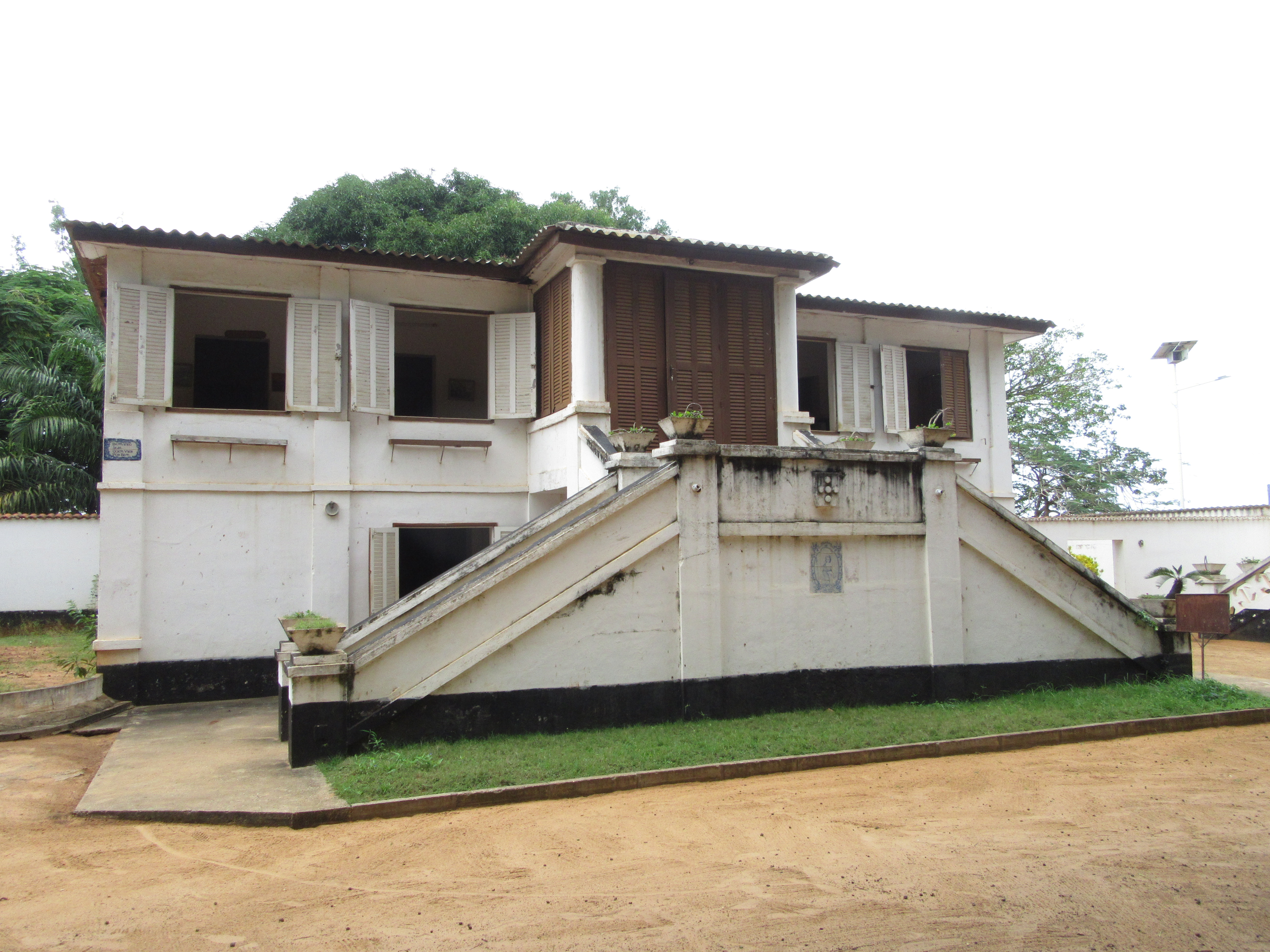
La façade du bâtiment principal du fort.
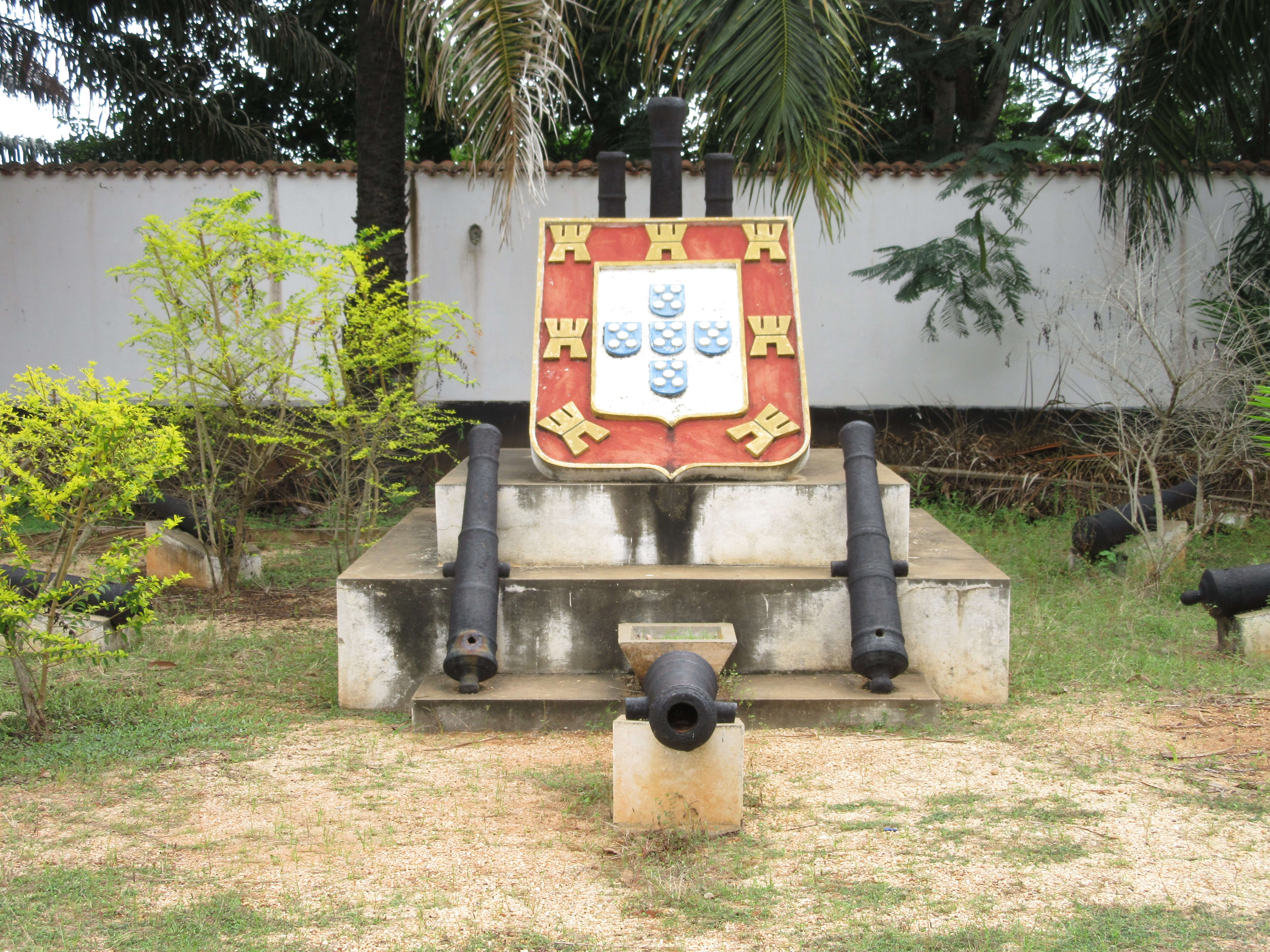
Un insigne portugais dans l'enceinte du fort.

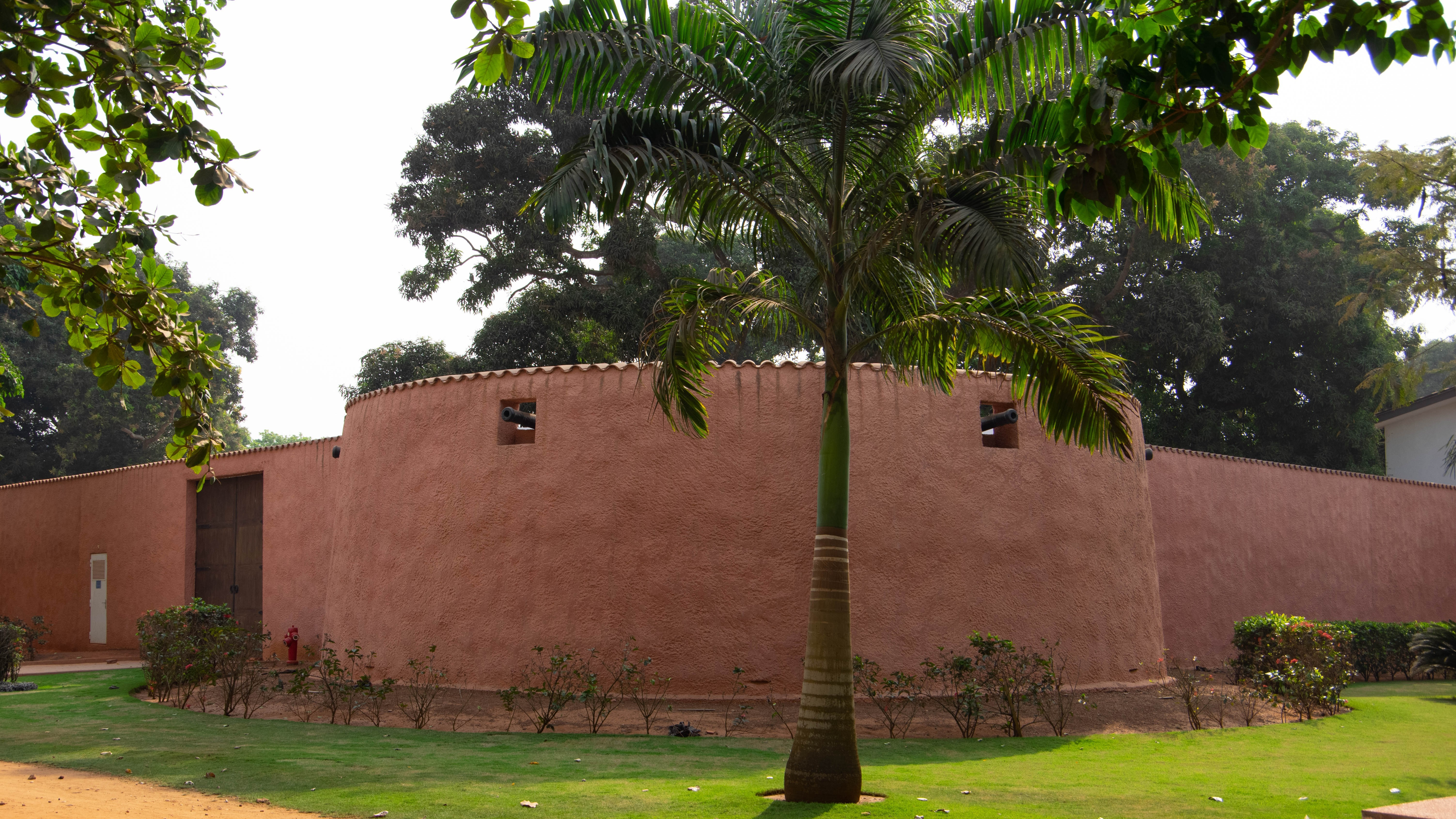
Fort Portugais - Musée de Ouidah